# بيل هانلي
بيل هانلي هو مسير رياضي كندي، ولد في 28 فبراير 1915، وتوفي في 17 سبتمبر 1990.